# SB alt 19
Az SB alt 19 (1864-től SB/DV 33 sorozat) egy szerkocsis tehervonati gőzmozdonysorozat volt az osztrák-magyar magánvasút-társaságnál, a Déli Vasútnál, mely a Südliche Staatsbahn (SStB) SStB - Grünschacher - Sonnwendstein sorozat mozdonyainak átépítésével jött létre.
A Südliche Staatsbahn a Semmering verseny után 26 db. Engerth-rendszerű mozdonyt vásárolt a Semmeringi szolgálatra. Ezek a háromcsatlós támasztószerkocsis mozdonyok 1858-ban a Déli Vasúthoz kerültek, ahol 1861 és 1864 között négycsatlós szerkocsis mozdonyokká építették át őket, mivel a hegyvidéki szolgálatra már gyengének bizonyultak. Előbb a 19 sorozat 601-626 pályaszámait kapták, majd 1864-től a 33 sorozat 901-926 pályaszámait viselték.
Az átépített mozdonyokat még több, mint tíz évig tudták használni a Semmeringbahnon és az 1867-ben megnyílt Brennerbahnon. A mozdonyokat életük során többször átépítették, pl. mozdonysátrat kaptak vagy szögletes homokdómot tettek a kazán hátsó részére.
A Déli Vasút osztrák pályarészének 1924-es államosításával még tíz mozdony került közülük a BBÖ tulajdonába, mint 371 sorozat 01-10 pályaszámokkal, melyeket 1929-től selejteztek.

## Fordítás
- Ez a szócikk részben vagy egészben  a   SB alt 19 című német Wikipédia-szócikk fordításán alapul.  Az eredeti cikk szerkesztőit annak laptörténete sorolja fel. Ez a jelzés csupán a megfogalmazás eredetét és a szerzői jogokat jelzi, nem szolgál a cikkben szereplő információk forrásmegjelöléseként. - Az eredeti szócikk forrásai szintén ott találhatóak.